# Indianapolis Colts
O Indianapolis Colts é um time de futebol americano baseado em Indianapolis, Indiana. Os Colts competem na National Football League (NFL) como um clube membro da divisão sul da American Football Conference (AFC). Desde a temporada de 2008, os Colts mandam seus jogos em casa no Lucas Oil Stadium. Anteriormente, a equipe havia jogado por mais de duas décadas (1984–2007) no RCA Dome. Desde 1987, os Colts têm sido a equipe anfitriã do Combine da NFL.
Os Colts tem sido um clube membro da NFL desde a sua fundação em Baltimore em 1953. Eles foram um dos três times da NFL a se juntar aos da American Football League (AFL) para formar a AFC após a fusão de 1970. Enquanto estava em Baltimore, a equipe avançou para os playoffs 10 vezes e ganhou três jogos da NFL Championship em 1958, 1959 e 1968. Os Colts jogaram em dois Super Bowls enquanto estavam em Baltimore, perdendo para o New York Jets no Super Bowl III e derrotando o Dallas Cowboys no Super Bowl V.
Os Colts se mudaram para Indianápolis em 1984 e desde então apareceram nos playoffs 16 vezes, ganharam dois campeonatos de conferência e venceram um Super Bowl, no qual derrotaram o Chicago Bears no Super Bowl XLI.

## História

### Raízes da franquia
Após a Segunda Guerra Mundial, uma liga de futebol profissional foi organizada, conhecida como All America Football Conference, que começou a jogar na temporada de 1946. Em seu segundo ano, a franquia atribuída ao Miami Seahawks foi transferida para a principal cidade comercial e industrial de Maryland, em Baltimore, que depois de uma competição de fãs foi renomeada como Baltimore Colts e usou as cores prata e verde. Estes Colts jogaram pelas próximas três temporadas no antigo AAFC. até que concordaram em entrar na antiga National Football League (de 1920-1922 a 1950), junto com duas ex-equipes da AAFC: o San Francisco 49ers e o Cleveland Browns. Embora com financiamento instável e propriedade, o time jogou apenas na temporada de 1950 da "terceira" NFL reorganizada e mais tarde foi dissolvida e mudou-se.

### Baltimore Colts (1953–1983)

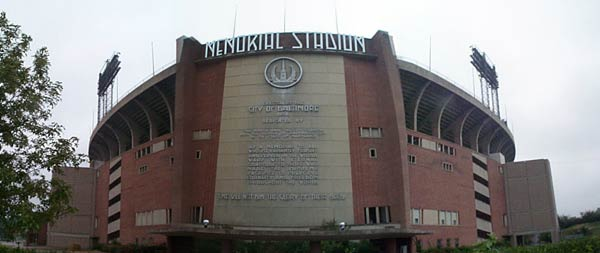
Memorial Stadium, lar do Baltimore Colts até 1983

Em 1953, um novo grupo de Baltimore, fortemente apoiado pelo governo municipal da cidade e com uma grande base de assinaturas de ingressos comprados por fãs, liderado pelo proprietário local Carroll Rosenbloom, ganhou os direitos de uma nova franquia da NFL em Baltimore. Rosenbloom foi premiado com os restos da antiga equipe do Dallas Texans, que teve uma história longa e sinuosa começando como Boston Yanks em 1944, fundindo-se mais tarde com o Brooklyn Tigers, um dos antigos times originais da NFL estabelecidos em 1913. A NFL considera os Texans e os Colts como equipes separadas, embora muitas das equipes anteriores compartilhassem as mesmas cores: azul e branco. Assim, os Indianapolis Colts são legalmente considerados uma equipe de expansão de 1953.

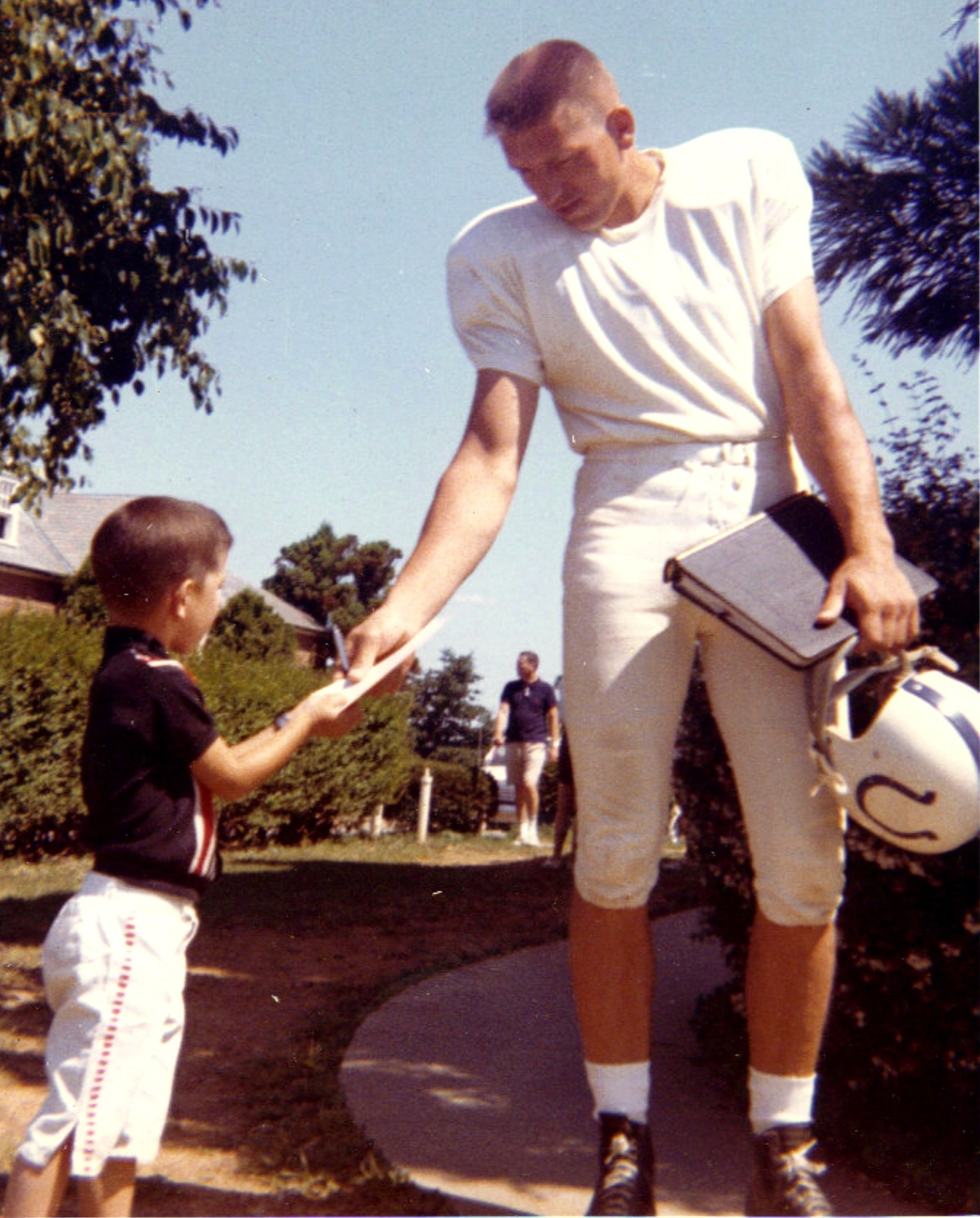
Johnny Unitas (1933–2002), indicado ao Hall da Fama do Pro Football, foi o quarterback de Baltimore Colts e o famoso número 19, de 1956 a 1972. Unitas foi criado na área de Pittsburgh e jogou pela Universidade de Louisville em Louisville. Kentucky

A segunda (e atual) versão dos Colts jogou sua primeira temporada em Baltimore em 1953, onde a equipe compilou uma campanha de 3-9 sob o comando de Keith Molesworth. A franquia foi mal durante os primeiros anos em Baltimore, com a equipe não alcançando sua primeira temporada vitoriosa até a temporada de 1957. No entanto, sob o comando do técnico Weeb Ewbank e a liderança do quarterback Johnny Unitas, os Colts fizeram uma campanha de 9-3 na temporada de 1958 e alcançaram o NFL Championship Game pela primeira vez em sua história vencendo a NFL Western Conference. Os Colts enfrentaram o New York Giants no 1958 NFL Championship Game no que é considerado um dos maiores jogos na história do futebol profissional. Os Colts derrotaram os Giants por 23-17 no primeiro jogo que teve prorrogação, esse jogo visto por 45 milhões de pessoas.
Após o primeiro título da NFL dos Colts, a equipe mais uma vez teve uma campanha de 9-3 durante a temporada de 1959 e mais uma vez derrotou os Giants no NFL Championship Game para ganhar o bi-campeonato. Após os dois campeonatos de 1958 e 1959, os Colts não retornaram ao NFL Championship por quatro temporadas e viram a transição do treinador Ewbank para o jovem Don Shula em 1963. Na segunda temporada de Shula, os Colts tiveram uma campanha de 12–2. mas perdeu para o Cleveland Browns no NFL Championship. Em 1968, os Colts sob a liderança de Unitas e Shula ganharam o terceiro título da NFL dos Colts e fez uma aparição no Super Bowl III.

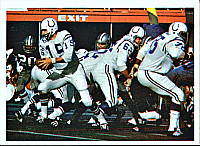
Os Colts contra Dallas em seu primeiro título do Super Bowl (V)

Liderando o Super Bowl, muitos chamaram o time de Colts de 1968 de um dos "maiores times de futebol americano de todos os tempos". Os Colts, no entanto, ficaram chocados com os Jets, que venceram o jogo por 16-7 na primeira vitória do Super Bowl do jovem AFL. O resultado do jogo surpreendeu muitos na mídia esportiva com Joe Namath e Matt Snell levando os Jets à vitória no Super Bowl sob o comando do treinador Weeb Ewbank, que já havia vencido dois campeonatos da NFL com os Colts.
Rosenbloom dos Colts, Art Modell dos Browns e Art Rooney do Pittsburgh Steelers concordaram em fazer com que suas equipes se juntassem às dez equipes da AFL na American Football Conference como parte da fusão AFL-NFL em 1970. Os Colts entraram muito bem imediatamente no novo campeonato, com o novo treinador Don McCafferty liderando o time de 1970 em uma campanha de 11-2 na temporada regular, conquistando o título da AFC East. Na primeira rodada dos Playoffs da NFL, os Colts bateram o Cincinnati Bengals por 17-0; Uma semana depois, no primeiro jogo da Final da AFC, eles derrotaram o Oakland Raiders por 27-17. Baltimore passou ganhou o primeiro Super Bowl após a fusão (Super Bowl V), derrotando o Dallas Cowboys da National Football Conference por 16-13. A vitória deu aos Colts seu quarto campeonato da NFL e a primeira vitória no Super Bowl. Após o campeonato, o Colts retornou aos playoffs em 1971 e derrotou o Cleveland Browns na primeira rodada, mas perdeu para o Miami Dolphins na AFC Championship.
Citando atrito com a cidade de Baltimore e a imprensa local, Rosenbloom trocou a franquia Colts para Robert Irsay em 13 de julho de 1972 e recebeu os Los Angeles Rams em troca. Sob o comando do novo dono, os Colts não alcançaram a pós-temporada por três temporadas consecutivas após 1971, e após a temporada de 1972, o quarterback e lenda Johnny Unitas foi negociado para o San Diego Chargers. Após a partida da Unitas, os Colts foram para os playoffs por três temporadas consecutivas de 1975 a 1977, perdendo na rodada da divisão em todas elas. A derrota nos playoff de 1977 na prorrogação dupla contra o Oakland Raiders foi famosa pelo fato de ter sido o último jogo de playoff dos Colts em Baltimore e também é conhecido pelo jogo "Ghost to the Post".
Após o sucesso dos anos 1970, a equipe enfrentou nove derrotas consecutivas a partir de 1978. Em 1981, a defesa dos Colts permitiu um recorde de 533 pontos na NFL, estabelecendo um recorde de menor número de sacks (13) e também estabeleceu um recorde moderno de menos punts retornados (12). No ano seguinte, o ataque entrou em colapso, incluindo um jogo contra o Buffalo Bills, em que o ataque dos Colts não cruzou o meio campo durante todo o jogo. Os Colts terminaram com uma campanha de 0–8-1 na temporada de 1982 que reduzida por causa de uma greve, ganhando assim o direito de escolher o quarterback John Elway de Stanford com a primeira escolha geral. Elway, no entanto, recusou-se a jogar por Baltimore e forçou uma troca para o Denver Broncos. Por trás de uma defesa melhorada, a equipe terminou com uma campanha de 7-9 em 1983, mas essa seria sua última temporada em Baltimore.

### Mudança para Indianápolis

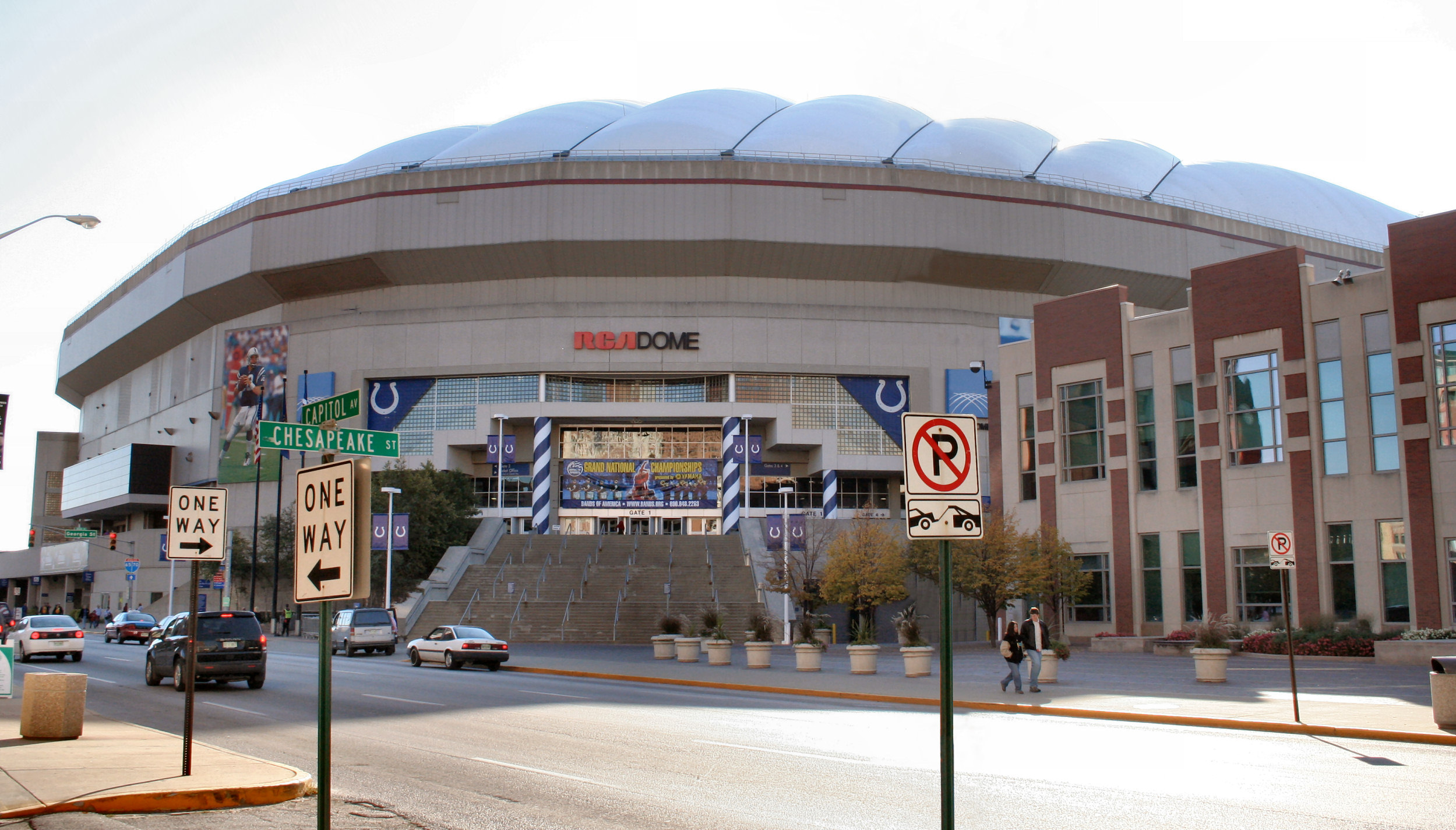
O Indianapolis Colts jogou no RCA Dome de 1984 a 2007

O Baltimore Colts jogou seu último jogo em casa em Baltimore em 18 de dezembro de 1983 contra o então Houston Oilers. Irsay continuou pedindo atualizações para o Memorial Stadium ou para a construção de um novo estádio. Como resultado do fraco desempenho em campo e das questões do estádio, a freqüência dos torcedores e a receita da equipe continuaram a diminuir. Autoridades da cidade foram impedidas de usar fundos do contribuinte para a construção de um novo estádio e as modestas propostas oferecidas pela cidade não eram aceitáveis nem para os Colts nem para a franquia de MLB da cidade, os Orioles. No entanto, todos os lados continuaram a negociar. As relações entre Irsay e a cidade de Baltimore se deterioraram. Embora Irsay tenha assegurado aos fãs que seu maior desejo era permanecer em Baltimore, ele começou a discutir com várias outras cidades dispostas a construir novos estádios de futebol, o que acabou estreitando a lista de cidades para duas: Phoenix e Indianápolis. Sob a administração dos prefeitos Richard Lugar e William Hudnut, Indianápolis empreendeu um esforço ambicioso para se reinventar em uma "Grande Cidade Americana". O Hoosier Dome, que mais tarde foi renomeado como RCA Dome, foi construído especificamente para uma equipe de expansão da NFL.
Enquanto isso, em Baltimore, a situação piorou. A Assembleia Geral de Maryland interveio quando um projeto de lei foi introduzido para dar à cidade de Baltimore o direito de tomar posse da equipe por domínio eminente. Como resultado, Irsay iniciou negociações sérias com o prefeito de Indianápolis, William Hudnut, para transferir a equipe antes que a legislatura de Maryland pudesse aprovar a lei. Indianápolis ofereceu empréstimos, bem como o Hoosier Dome e um complexo de treinamento. Depois que o acordo foi alcançado, caminhonetes da Mayflower Transit de Indianápolis foram despachadas durante a noite para o complexo de treinamento da equipe em Maryland, chegando na manhã de 29 de março de 1984. Uma vez em Maryland, trabalhadores carregaram todos os pertences da equipe e ao meio-dia caminhões partiam para Indianápolis, não deixando nada da organização Colts que pudesse ser tomada por Baltimore. A Banda de Baltimore Colts teve que lutar para recuperar seus equipamentos e uniformes antes de serem enviados para Indianápolis também.
O movimento desencadeou uma onda de atividade legal que terminou quando representantes da cidade de Baltimore e da organização Colts chegaram a um acordo em março de 1986. Segundo o acordo, todas as ações judiciais referentes à realocação foram dispensadas e os Colts concordaram em endossar uma nova equipe da NFL. para Baltimore.

### Primeiras temporadas em Indianápolis (1984–1997)

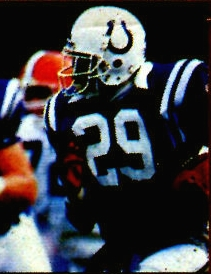
Eric Dickerson liderou a equipe em corridas e ganhou três convites pro Pro Bowl durante seu tempo com o Colts (1987-91)

Após a chegada dos Colts em Indianápolis, mais de 143.000 pedidos de ingressos para a temporada foram recebidos em apenas duas semanas. A mudança para Indianápolis, no entanto, não mudou a recente forma dos Colts, com a equipe aparecendo na pós-temporada apenas uma vez nas primeiras onze temporadas em Indianápolis. Durante a temporada de 1984, a primeira em Indianápolis, a equipe teve uma campanha de 4-12 e foi responsável pela mais baixa metragem ofensiva do campeonato naquela temporada. As equipes de 1985 e 1986 combinaram para apenas oito vitórias, incluindo um início de 0-13 em 1986, que levou à demissão do técnico Rod Dowhower, que foi substituído por Ron Meyer. Os Colts, no entanto, receberam o eventual running back do hall da fama, Eric Dickerson como resultado de uma troca durante a temporada de 1987, e compilaram uma campanha de 9-6, vencendo a AFC East e avançando para a pós-temporada pela primeira vez em Indianapolis; eles perderam esse jogo para o Cleveland Browns.
Depois de 1987, os Colts não viram nenhum sucesso real por algum tempo, com a equipe não indo para a pós-temporada por sete temporadas consecutivas. Essa situação chegou ao clímax em 1991, quando o time teve uma campanha de 1-15 e ficou a apenas um jogo da primeira temporada "imperfeita" na história de um calendário de 16 jogos. A temporada resultou na demissão do treinador Ron Meyer e no retorno do ex-treinador Ted Marchibroda à organização em 1992; ele havia treinado a equipe de 1975 a 1979. Em 1994 que Robert Irsay contratou Bill Tobin para se tornar o gerente geral do Indianapolis Colts.
Sob o comando de Tobin, os Colts selecionaram o running back Marshall Faulk com a segunda escolha geral do draft e também contrataram o quarterback Jim Harbaugh em 1994. Estes movimentos junto com outros começarem a virar suas fortunas com aparições nos playoffs em 1995 e 1996. Os Colts venceu seu primeiro jogo na pós-temporada como o Indianapolis Colts em 1995 e avançou para o AFC Championship Game contra o Pittsburgh Steelers.
Marchibroda se aposentou após a temporada de 1995 e foi substituído por Lindy Infante em 1996. Depois de duas aparições consecutivas nos playoffs, os Colts regrediram e tiveram uma campanha de 3-13 durante a temporada de 1997. Junto com a temporada decepcionante, o principal proprietário e homem que mudou a equipe para Indianápolis, Robert Irsay, morreu em janeiro de 1997, após anos de declínio da saúde. Jim Irsay, filho de Robert Irsay, assumiu o papel de principal proprietário após a morte de seu pai e rapidamente começou a mudar a organização. Irsay substituiu o gerente geral Tobin por Bill Polian em 1997, quando a equipe decidiu construir sua primeira escolha geral no projeto de 1998.

### Era Peyton Manning (1998–2011)

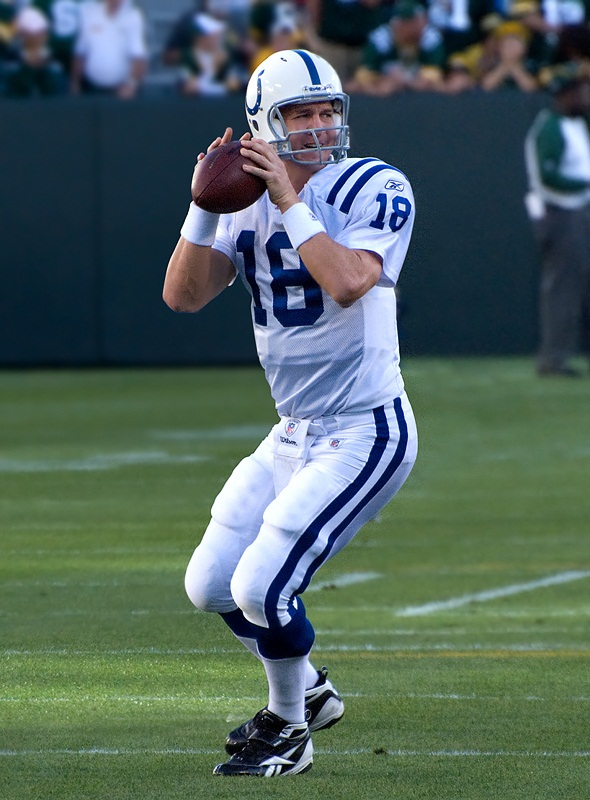
Peyton Manning foi o quarterback titular dos Colts de 1998 até 2010

Jim Irsay começou a moldar os Colts um ano depois de assumir o controle de seu pai ao demitir o treinador Lindy Infante e contratar Bill Polian como gerente geral da organização. Polian, por sua vez, contratou Jim Mora para se tornar o próximo treinador da equipe e selecionou o quarterback de Tennessee, Peyton Manning, filho de Archie Manning, na primeira escolha geral no Draft de 1998.
A equipe e Manning lutaram durante a temporada de 1998, vencendo apenas três jogos; Manning jogou 28 interceptações. No entanto, Manning passou por 3.739 jardas e 26 touchdown e foi nomeado para o Primeiro-Time dos Novatos da NFL. Os Colts começaram a melhorar no final da temporada de 1998 e mostrou um crescimento contínuo em 1999. Indianápolis selecionou Edgerrin James em 1999 e continuou a melhorar seu elenco para a próxima temporada. Os Colts tiveram uma campanha de 13-3 em 1999 e terminou em primeiro na AFC East. Indianapolis perdeu para o Tennessee Titans nos playoffs divisional.
As equipes dos Colts de 2000 e 2001 foram consideravelmente menos bem sucedidas em comparação com a equipe de 1999, e a pressão começou a aumentar com a administração da equipe e a equipe técnica após uma temporada de 6-10 em 2001. O técnico Jim Mora foi demitido no final da temporada e foi substituído pelo ex-treinador do Tampa Bay Buccaneers, Tony Dungy.
Dungy e a equipe rapidamente mudaram a atmosfera da organização e retornaram aos playoffs em 2002 com uma campanha de 10-6. Os Colts também retornou aos playoffs em 2003 e 2004 com uma campanha de de 12-4. Os Colts perderam para o New England Patriots de Tom Brady no AFC Championship Game de 2003 e nos playoffs divisionais de 2004, começando assim uma rivalidade entre os dois times e entre Manning e Brady. Após duas derrotas consecutivas nos playoffs contra os Patriots, os Colts começaram a temporada de 2005 com uma campanha de 13-0, incluindo uma vitória na temporada regular sobre os Patriots, a primeira na era Manning. Durante a temporada, Manning e Marvin Harrison quebraram o recorde da NFL de touchdowns de uma dupla de quarterback-recebedor. Indianapolis terminou a temporada de 2005 com uma campanha de 14-2, a melhor campanha da liga naquele ano e o melhor em uma temporada de 16 jogos da franquia, mas perdeu para o Pittsburgh Steelers na rodada divisional, um final decepcionante para a temporada.
Indianápolis entrou na temporada de 2006 com quartebacks, recebedores e defensores veteranos e escolheu o running back Joseph Addai no draft de 2006. Como na temporada anterior, os Colts começaram a temporada invicto e foram por 9-0 antes de perder seu primeiro jogo contra o Dallas Cowboys. Indianápolis terminou a temporada com uma campanha de 12-4 e entrou nos playoffs pelo quinto ano consecutivo, desta vez como o número três na AFC. Os Colts venceram seus dois primeiros jogos dos playoffs contra o Kansas City Chiefs e o Baltimore Ravens para retornar ao AFC Championship Game pela primeira vez desde os playoffs de 2003, onde enfrentaram seus rivais, o New England Patriots. Em um jogo clássico, os Colts superaram o deficit de 21-31 e venceram o jogo por 38-34 e ganharam uma viagem ao Super Bowl XLI, a primeira aparição no Super Bowl desde 1970 e pela primeira como Indianápolis. Os Colts enfrentaram o Chicago Bears no Super Bowl, vencendo o jogo por 29-17 e dando a Manning, Polian, Irsay e Dungy, além da cidade de Indianápolis, seu primeiro título do Super Bowl.

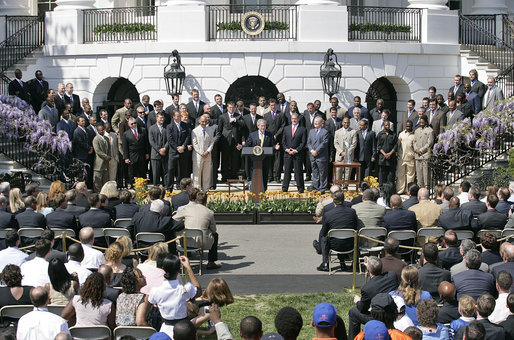
O Indianapolis Colts de 2006 homenageado na Casa Branca pela vitória no Super Bowl.

Após o título do Super Bowl, os Colts teve uma campanha de 13-3 durante a temporada de 2007; eles perderam para o San Diego Chargers nos playoffs da divisão, no que foi o último jogo dos Colts no RCA Dome antes de inaugurarem o Lucas Oil Stadium em 2008. A temporada de 2008 começou com Manning se machucando e ficando de fora do time durante a maior parte da pré-temporada. Indianapolis começou a temporada com uma campanha de 3-4, mas depois ganhou nove jogos consecutivos para terminar a temporada em 12-4 e entrar nos playoffs como um time de wild card, acabando perdendo para os Chargers na rodada de wild card. Após a temporada, Tony Dungy anunciou sua aposentadoria após sete temporadas como técnico principal, tendo acumulado uma campanha geral de 92-33 com a equipe.
Jim Caldwell foi contratado como treinador da equipe após Dungy e liderou a equipe durante a temporada de 2009. Os Colts tiveram uma campanha geral de 14-2. Os Colts pela segunda vez na era de Manning entraram nos playoffs com a melhor campanha na AFC. Os Colts conseguiram vitórias sobre o Baltimore Ravens e o New York Jets para avançar para o Super Bowl XLIV contra o New Orleans Saints, mas perderam por 31-17.
Na conclusão da temporada de 2009, os Colts haviam terminado a primeira década dos anos 2000 (2000-2009) com mais vitórias na temporada regular (115) e a maior porcentagem de vitórias (.719) de qualquer time na NFL durante esse período.
A equipe de 2010 compilou uma campanha de 10-6, a primeira vez que o Colts não ganhou 12 jogos desde 2002, e perdeu para o New York Jets na rodada de wild card dos playoffs. A derrota para o Jets foi o último jogo de Peyton Manning como jogador dos Colts.
Depois de perder a pré-temporada, Manning foi descartado para o jogo de abertura dos Colts em Houston e, eventualmente, para toda a temporada de 2011. O quarterback veterano Kerry Collins assumiu o cargo, depois de ter sido contratado pela equipe após insatisfação com os quarterback reservas, Curtis Painter e Dan Orlovsky. No entanto, os Colts perderam seus primeiros 13 jogos e terminaram a temporada com uma campanha de 2-14, o suficiente para receber a primeira escolha geral no draft de 2012. Imediatamente após a temporada, o presidente da equipe, Bill Polian, foi demitido, encerrando seu mandato de 14 anos com a equipe. A mudança construiu a antecipação da decisão da organização em relação ao futuro de Manning com a equipe. A era de Peyton Manning chegou ao fim em 8 de março de 2012, quando Jim Irsay anunciou que Manning estava sendo dispensado após 13 temporadas.

### A era Chuck Pagano (2012–2017)

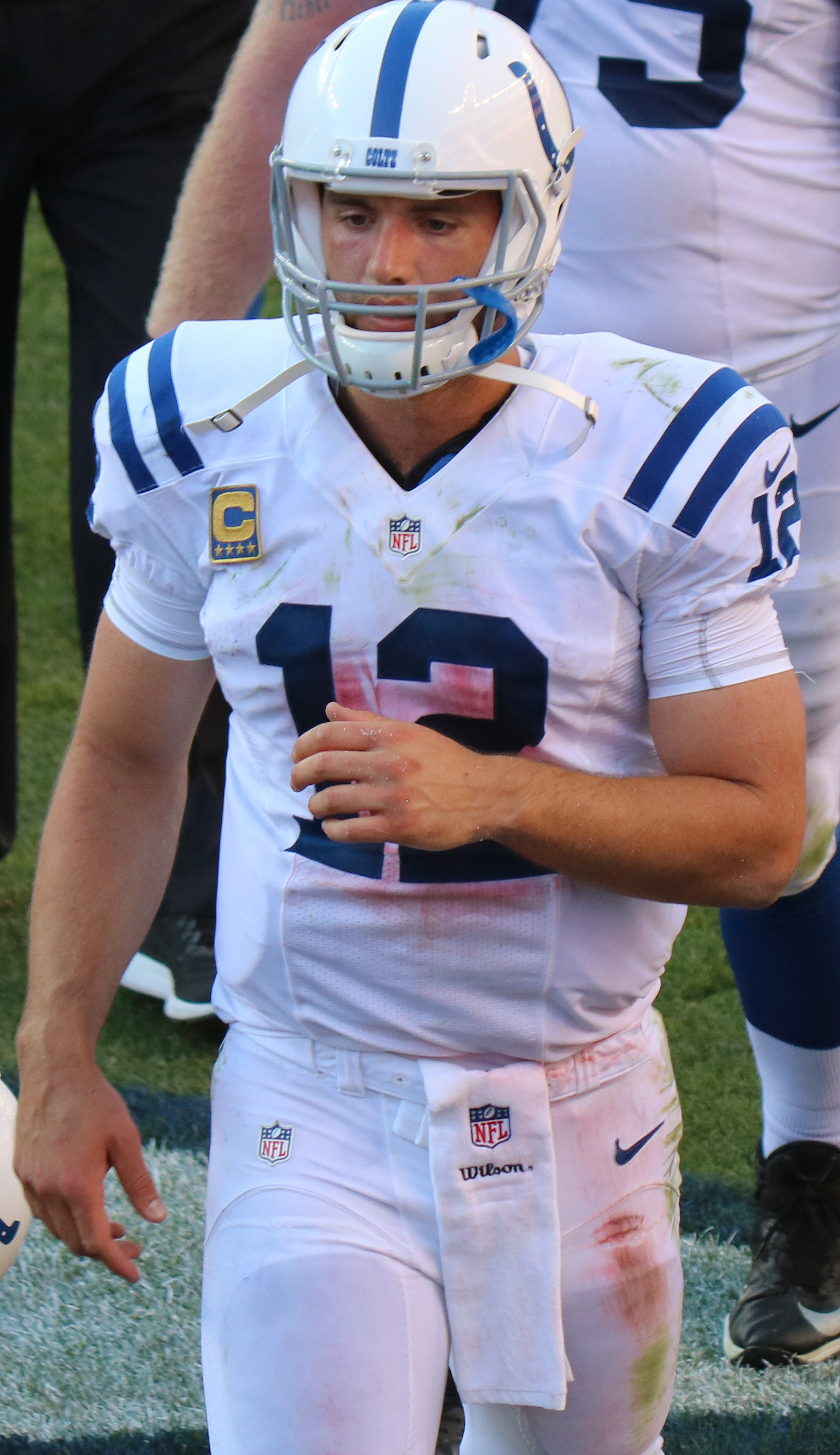
Luck em 2016

Durante a temporada de 2012, Jim Irsay contratou Ryan Grigson para ser o gerente geral. Grigson decidiu demitir o treinador Jim Caldwell e Chuck Pagano foi contratado como o novo treinador logo depois. Os Colts também começaram a dispensar alguns jogadores veteranos que estavam entre os mais bem pagos, incluindo Joseph Addai, Dallas Clark e Gary Brackett. Os Colts usaram sua primeira escolha no draft de 2012 para selecionar o quarterback de Stanford, Andrew Luck, e também selecionaram seu companheiro de equipe, Coby Fleener, no segundo round. A equipe também mudou para um esquema defensivo 3-4.
Com temporadas produtivas de Luck e do veterano Reggie Wayne, os Colts se recuperaram da temporada de 2-14 de 2011 com uma campanha de 11-5 na temporada de 2012. A franquia, equipe e base de fãs se com o treinador Chuck Pagano durante sua luta contra a leucemia. Conquistando uma inesperada vaga nos playoffs de 2012, a 14ª vaga nos playoffs do clube desde 1995. A temporada terminou em uma derrota nos playoffs de 24-9 para o eventual campeão do Super Bowl, Baltimore Ravens.
Na semana 7 de 2013, Luck levou os Colts a uma vitória por 39-33 sobre seu antecessor, Peyton Manning, e o invicto Broncos. Na primeira rodada dos playoffs da NFL de 2013, Andrew Luck levou o Colts a uma vitória por 45-44 sobre o Kansas City Chiefs no segunda maior virada na história do playoff da NFL.
Durante a temporada de 2014, Luck levou o Colts para o jogo a Final da AFC pela primeira vez em sua carreira depois de quebrar o recorde de jardas de temporada única do Colts, anteriormente ocupado por Manning.
Depois de terminar com uma campanha de 8-8 nas temporadas de 2015 e 2016 e não ir para os playoffs em temporadas consecutivas pela primeira vez desde 1997-98, Grigson foi demitido como gerente geral. Apenas três de seus 18 seleções anteriores permaneceram no time no momento de sua demissão. Em 30 de janeiro de 2017, a equipe contratou Chris Ballard, que era diretor de operações de futebol do Kansas City Chiefs, para substituir Grigson.
Em 31 de dezembro de 2017, após vencer o último jogo da temporada e uma campanha final de 4-12, o Colts demitiram Pagano.
Nas semanas seguintes, após duas entrevistas, foi amplamente divulgado que os Colts contratariam Josh McDaniels, coordenador ofensivo dos New England Patriots, para substituí-lo, depois que McDaniels cumprisse suas obrigações com os Patriots no Super Bowl LII. Em 8 de fevereiro de 2018, os Colts anunciaram McDaniels como seu novo treinador. Horas depois, no entanto, McDaniels rescindiu sua decisão de ser o treinador principal e retornou aos Patriots.

### A era Frank Reich (2018–2022)

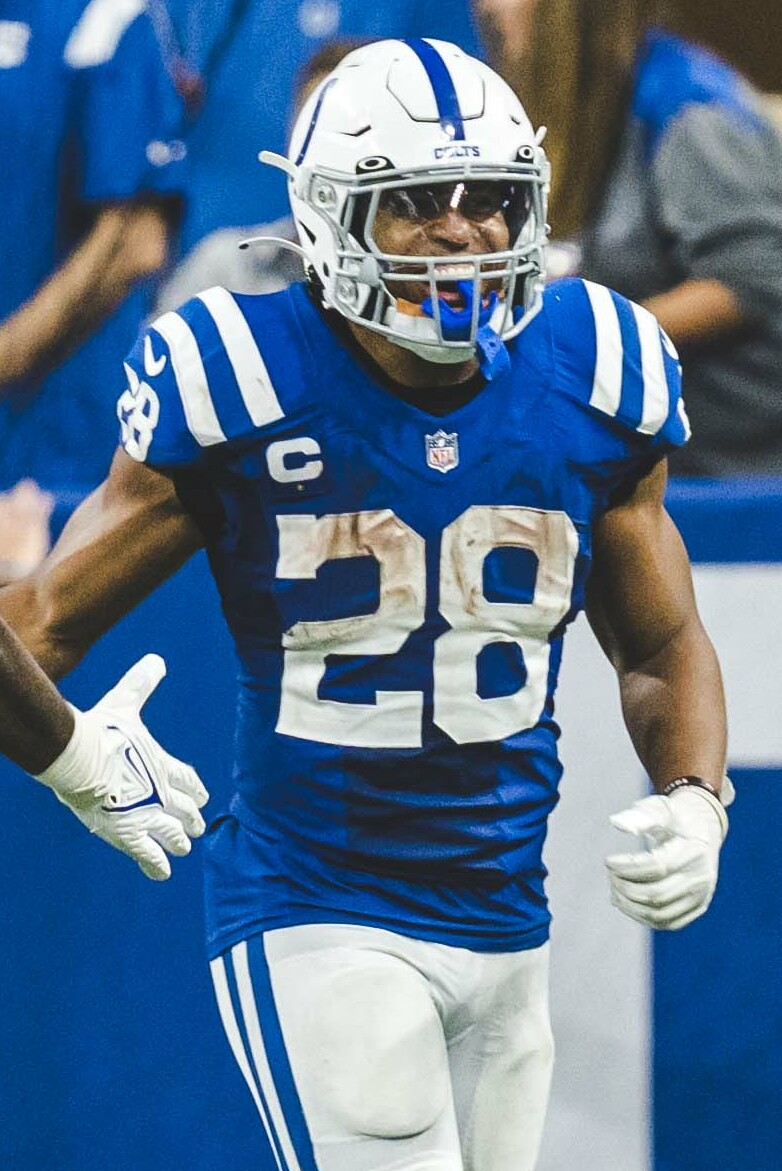
Jonathan Taylor em 2022.

Em 11 de fevereiro de 2018, os Colts anunciaram Frank Reich, então coordenador ofensivo do Philadelphia Eagles, como seu novo técnico. Em 24 de agosto de 2019, Luck informou os Colts que estaria se aposentando da NFL após perder todo o treinamento e pré-temporada devido a uma contusão. Segundo o jogador, o ciclo de contusões e recuperações não acabadas pesaram em sua decisão. Jacoby Brissett assumiu seu lugar como titular. No entanto, apesar de um início promissor com 5 vitórias em 7 jogos, o time enfrentou dificuldades no restante da temporada, encerrando com uma campanha de 7 vitórias e 9 derrotas, sob a liderança do quarterback Brissett.
Em 2020, os Colts contrataram o veterano quarterback Philip Rivers, vindo do Los Angeles Chargers, com um contrato de um ano no valor de 25 milhões de dólares. Sob a liderança de Rivers, a equipe obteve uma campanha de 11 vitórias e 5 derrotas e chegou aos playoffs, mas foi eliminada pelo Buffalo Bills na rodada de Wild Card.
No ano seguinte, 2021, o time trocou escolhas de draft para adquirir Carson Wentz, ex-quarterback do Philadelphia Eagles. Apesar de uma temporada estelar do running back Jonathan Taylor, os Colts terminaram com uma campanha de 9 vitórias e 8 derrotas, perdendo a vaga nos playoffs após uma derrota surpreendente para o Jacksonville Jaguars no último jogo da temporada. Wentz foi então negociado com o Washington Commanders em troca de escolhas futuras no draft.
Em 2022, os Colts buscaram uma nova solução ao adquirir o experiente quarterback Matt Ryan, ex-Atlanta Falcons. Porém, após sete jogos marcados por desempenhos inconsistentes, Ryan foi substituído por Sam Ehlinger. Com um início decepcionante de três vitórias, cinco derrotas e um empate, o técnico Frank Reich foi demitido em novembro, sendo substituído interinamente pelo ex-jogador Jeff Saturday. Apesar da mudança, o time terminou a temporada com uma campanha de 4 vitórias, 12 derrotas e um empate, o pior desde 2017.

### A era Shane Steichen (2023–presente)

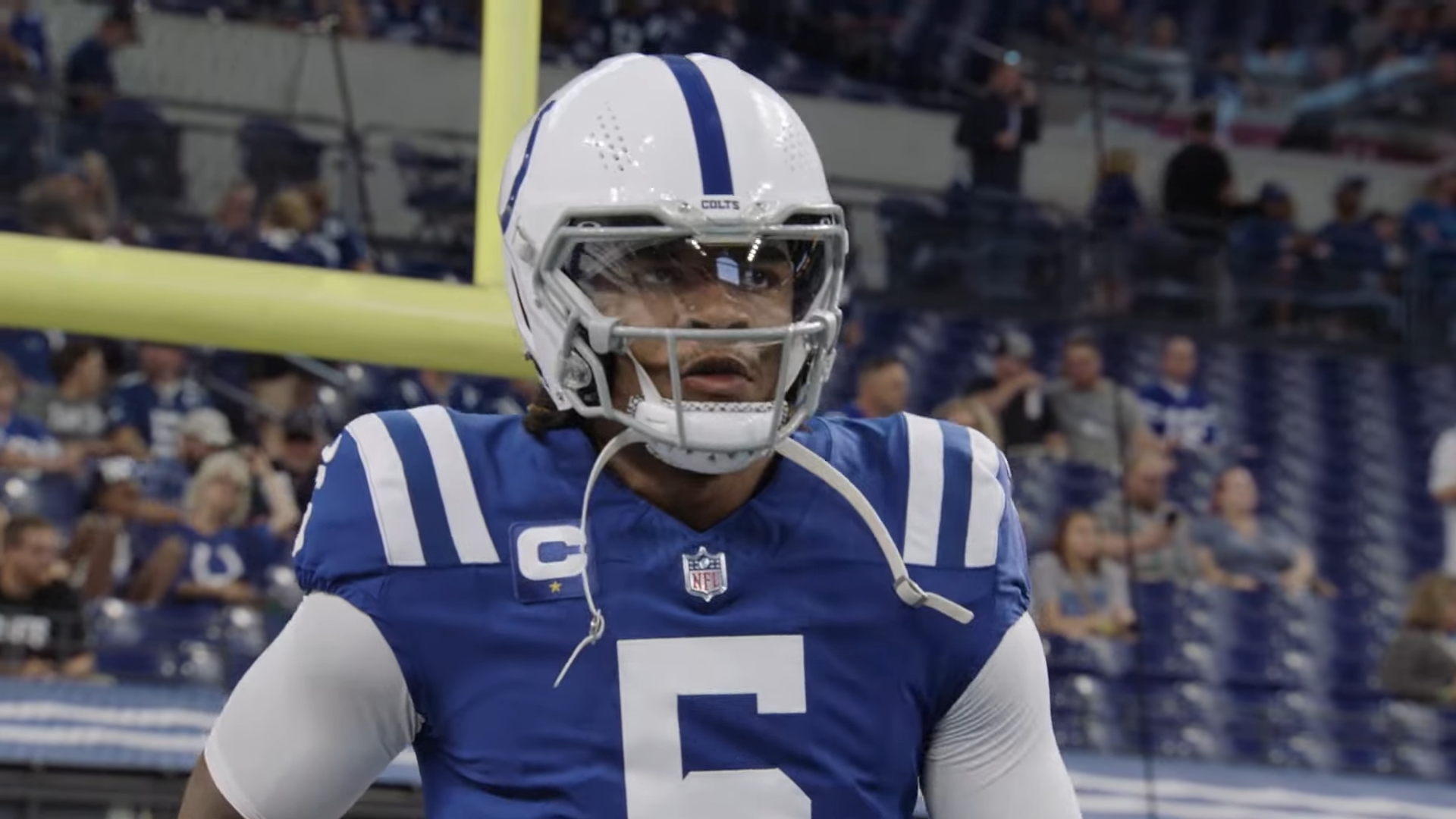
Anthony Richardson com os Colts em 2023.

Após uma temporada decepcionante em 2022, os Colts decidiram não manter Saturday como técnico interino e, em 14 de fevereiro de 2023, contrataram Shane Steichen como novo treinador principal. Durante a offseason, os Colts dispensaram os quarterbacks Matt Ryan e Nick Foles. No draft da NFL de 2023, selecionaram o quarterback Anthony Richardson, da Universidade da Flórida, como a quarta escolha geral. Na intertemporada, contrataram o quarterback Gardner Minshew e o kicker Matt Gay.
Em 18 de outubro de 2023, foi anunciado que Richardson perderia o restante da temporada devido a uma lesão grave no ombro. Ele passou por uma cirurgia bem-sucedida em 24 de outubro e Minshew assumiu como quarterback titular durante sua ausência. Apesar das lesões de Richardson e do running back All-Pro Jonathan Taylor, os Colts se recuperaram do fraco desempenho de 2022, alcançando uma campanha de 9 vitórias e 8 derrotas, mas ficaram fora dos playoffs após uma derrota para o Houston Texans no último jogo da temporada. Durante o ano, o wide receiver Michael Pittman Jr. estabeleceu um recorde na franquia ao acumular o maior número de recepções nos primeiros quatro anos de carreira.
Em 25 de abril de 2024, os Colts selecionaram o defensive end Laiatu Latu, de UCLA, como a décima-quinta escolha no draft da NFL.

## Logo e uniformes
Os capacetes dos Colts em 1953 eram brancos com uma faixa azul. Em 1954-55, eles eram azuis com uma faixa branca e um par de ferraduras na parte de trás do capacete. Para 1956, as cores foram invertidas. capacete branco, faixa azul e ferraduras na parte traseira. Em 1957, as ferraduras se mudaram para sua localização atual, uma de cada lado do capacete. As camisas azuis têm listras brancas no ombro e as camisas brancas têm listras azuis. A equipe também usa calças brancas com listras azuis nas laterais.
De 1982 a 1986, os Colts usavam calças cinza com suas camisas azuis. A calça cinza apresentava uma ferradura no topo das laterais com o número do jogador dentro da ferradura. Os Colts continuaram a usar calças brancas com suas camisas brancas durante todo este período, e em 1987, as calças cinza foram retiradas.
Os Colts usavam calças azuis com suas camisas brancas para os três primeiros jogos da temporada de 1995, mas depois voltaram a calça branca com as camisolas azul e branca. A equipe fez alguns pequenos ajustes uniformes antes do início da temporada de 2004, incluindo a reversão do azul para as tradicionais máscaras cinzas, escurecendo suas cores azuis de azul royal para acelerar o azul, além de adicionar duas listras brancas nas meias. Em 2006, as listras foram removidas das meias.
Em 2002, os Colts fizeram uma pequena mudança na sua camisa, tendo as listras apenas no topo dos ombros e parando completamente. Anteriormente, as listras costumavam sair por baixo das mangas de jersey. Isso foi feito porque os Colts, como muitos outros times de futebol americano, estavam começando a fabricar as camisas para serem mais resistentes para reduzir o tamanho das mangas. Os Colts e a maioria das equipes universitárias com esse padrão de distribuição não fizeram esse ajuste.

## Estádio

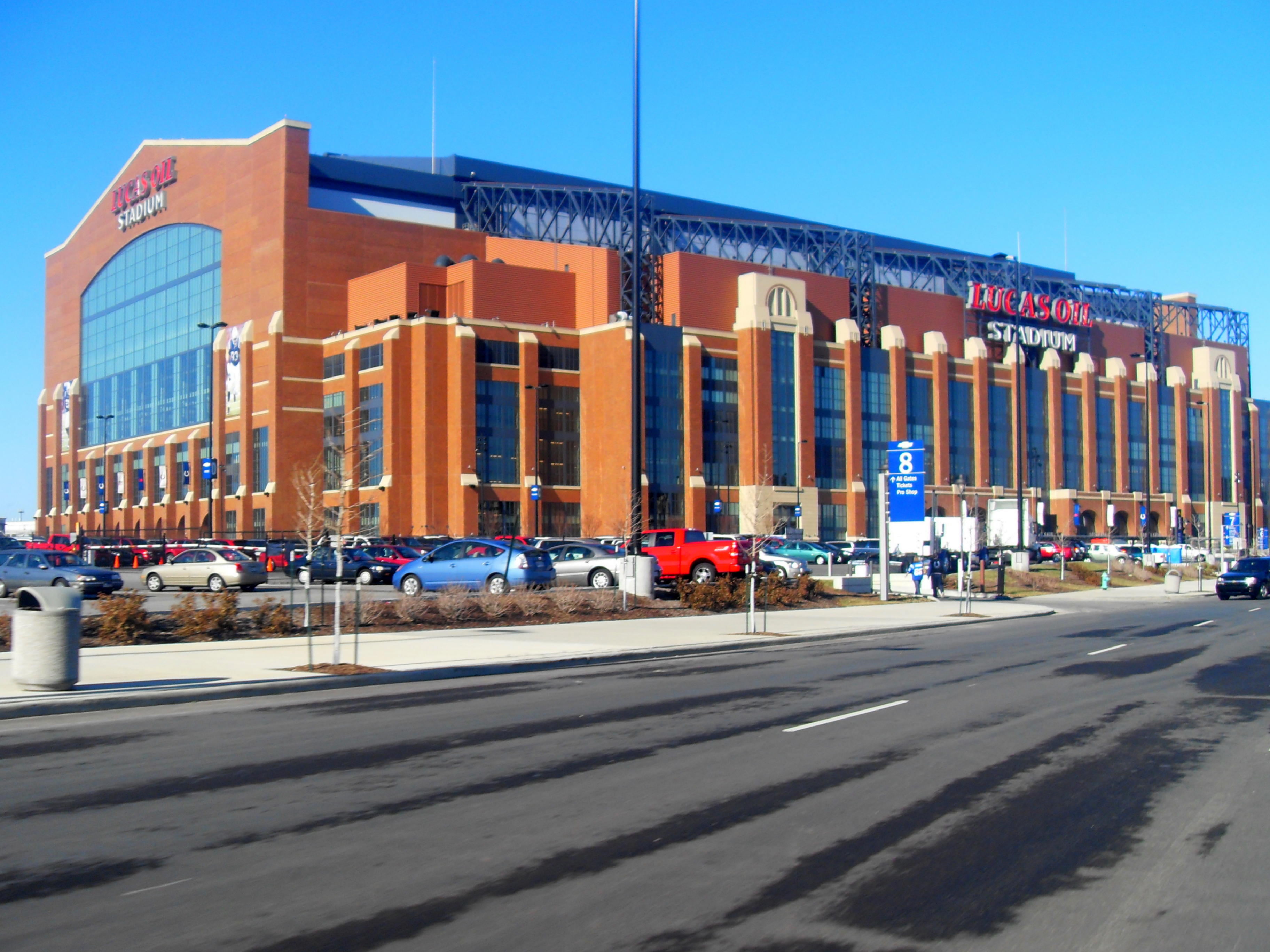
Frente do Lucas Oil Stadium

O Indianapolis tem seus jogos em um dos mais novos estádios da NFL, o Lucas Oil Stadium um dos únicos três estádios com teto retrátil da liga, tomando lugar do RCA Dome, que foi a casa dos Colts por 24 temporadas (1984-2007), sendo demolido para ser feita uma extensão do Indiana Convention Center.
O Lucas Oil Stadium tem capacidade de receber 63000 espectadores em jogos da NFL e seu teto retrátil pode ser aberto ou fechado em menos de dez minutos.

## Rivalidades

### New England Patriots
A rivalidade entre Indianapolis Colts e New England Patriots é uma das mais recentes rivalidades da NFL. A rivalidade é alimentada pela comparação entre os quarterback, Peyton Manning e Tom Brady. O New England Patriots lidera a série: 52-29-0.

### Primeiras rivalidades
Nos anos de 1953 a 1966, os Colts jogaram na NFL Western Conference, mas não tiveram rivalidades significativas com outras franquias nesse alinhamento. O time mais próximo de Baltimore era o Washington Redskins, mas eles não estavam na mesma divisão e não eram muito competitivos durante a maioria dos anos naquela época.

### New York Giants
Em 1958, Baltimore jogou seu primeiro NFL Championship Game contra os New York Giants. Já tendo sido derrotado pelos Giants na temporada regular, Baltimore não foi o favorito para vencer, mas passou ganhou na prorrogação. Os Colts repetiram o feito na Final de 1959. Até os títulos consecutivos dos Colts, os Giants foram o principal clube da NFL e continuaram a ser os líderes da pós-temporada na década seguinte, perdendo três finais seguidas. A situação foi revertida no final da década, com Baltimore vencendo o título da NFL de 1968 e Nova York compilando resultados menos impressionantes.
Nos últimos anos, os Colts e Giants tinham irmãos como seus quarterbacks (Peyton e Eli Manning, respectivamente), levando ao seu ocasional match-up sendo referido como o "Manning Bowl".

### New York Jets
O Super Bowl III tornou-se a mais famosa surpresa na história do esporte profissional quando o New York Jets venceu por 16-7 os Colts. Com a fusão da AFL e da NFL, os Colts e os Jets foram colocados no novo AFC East. As duas equipes se reuniram duas vezes por ano (interrompida em 1982 por uma greve); com a transferência dos Colts para o AFC South, a rivalidade entre as duas equipes aumentou, já que se enfrentaram três vezes nos playoffs nas primeiras nove temporadas; os Jets esmagaram o Colts por 41-0 na rodada de 2002 do Wild Card; os Colts derrotaram os Jets por 30-17 no AFC Championship Game de 2009; mas no ano seguinte, no Wild Card, os Jets conseguiram mais uma vitória por  17-16; foi o último jogo de Peyton Manning com os Colts. Os Jets derrotaram os Colts por 35-9 em 2012 na temporada de estreia de Andrew Luck; Depois de duas derrotas seguidas, Luck liderou a goleada de 45-10 em 2016.
Joe Namath e Johnny Unitas foram o ponto focal da rivalidade em seu início, mas eles não se enfrentaram até 24 de setembro de 1972. Namath entrou em erupção com seis touchdowns e 496 jardas de passagem, apesar de apenas 15 passes comples. Unitas arremessou 376 jardas e marcou dois TDs, mas foi sacado seis vezes quando o Jets venceu por 44-34; o jogo foi considerado um dos dez melhores duelos na história da NFL.

### Miami Dolphins
A passagem da fusão NFL-AFL de Baltimore para a AFC os levou a um novo ambiente com pouco em comum com seus colegas de divisão: Jets, Miami Dolphins, Buffalo Bills e Boston Patriots. Um ângulo em que os dois clubes tinham algo em comum, no entanto, estava no novo técnico do Miami, Don Shula. Shula havia treinado os Colts nas sete temporadas anteriores à fusão (1963-69).
Baltimore foi a primeira franquia não-AFL a ganhar um título de divisão quando venceu o Miami Dolphins em apenas um jogo. As duas franquias não tiveram confronto com playoffs, mas Baltimore ganhou seu primeiro título do Super Bowl naquele ano.
A rivalidade nos anos seguintes foi virtualmente negada pelo jogo muito pobre dos Colts; eles venceram apenas 117 jogos nas 21 temporadas (1978-1998).
O último confronto realmente significativo entre as duas franquias foi na temporada de 2000, quando eles se encontraram na rodada de wild card e os Dolphins venceram por 23-17. Em 2002, os Colts se mudaram para a recém-criada divisão AFC South; A rivalidade foi efetivamente aposentada depois disso; os dois clubes se encontraram em uma partida memorável da Monday Night Football em 2009, quando o Colts, apesar de ter a bola por apenas 15 minutos, derrotou os Dolphins por 27-23.
A rivalidade viu reacendeu após o Draft de 2012 quando os dois trouxeram novos quarterbacks: Ryan Tannehill e Luck. Os dois se conheceram durante a temporada de 2012, com Luck quebrando o recorde de jardas passadas para um novato em uma vitória por 23-20 sobre os Dolphins, mas Tannehill e os Dolphins venceram o Colts por 24-20 na temporada seguinte. A vitória dos Dolphins começou uma queda para Luck e Colts contra as equipes da AFC East (oito derrotas consecutivas pelos Colts) que terminaram em dezembro de 2016 contra o Jets, quando eles derrotaram por 41-10.

## Galeria de fotos

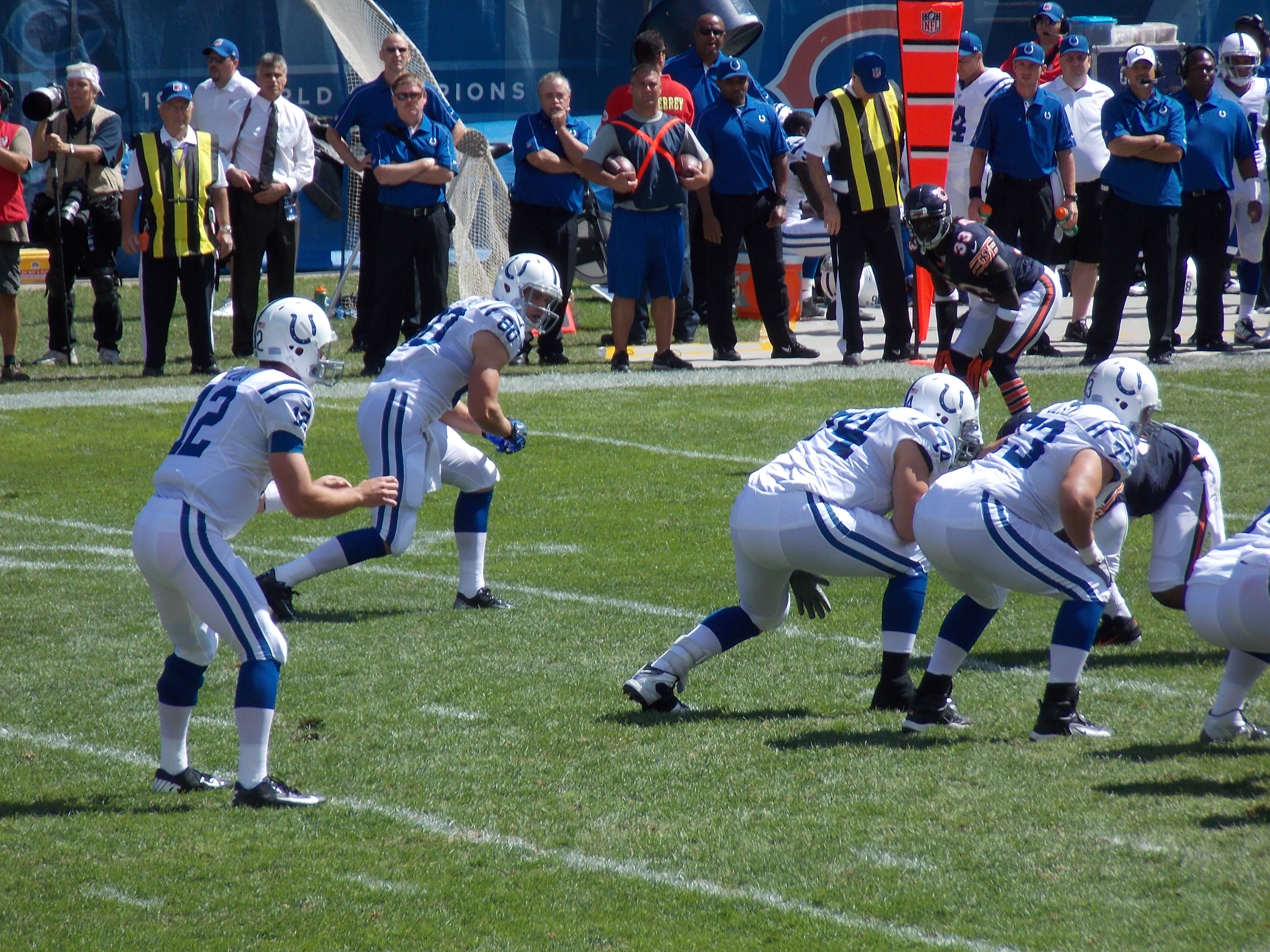
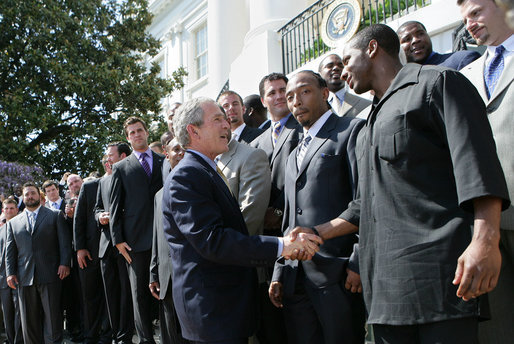
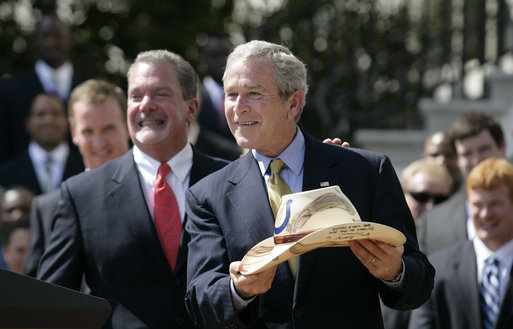
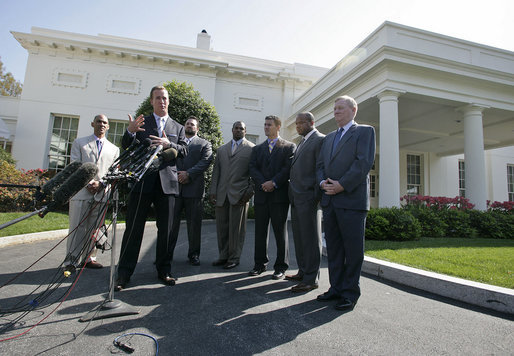

## Recordes

### Recordes em uma temporadas
Passando
- Jardas passadas: 4,761 – Andrew Luck (2014)
- Passes para touchdowns: 49 – Peyton Manning (2004)
- Passes completados: 450 – Peyton Manning (2010)
- Passes tentados: 679 – Peyton Manning (2010)
- Passe mais longo completo: 90 jardas – Bert Jones (1975)

Correndo
- Jardas terrestres: 1,811 – Jonathan Taylor (2021)
- Corridas: 388 – Eric Dickerson (1988)
- Touchdowns terrestres: 18 – Jonathan Taylor (2021)
- Mais longa corrida: 83 jardas – Jonathan Taylor (2021)
- Jardas terrestres por jogo: 112,1 jardas – Eric Dickerson (1987)

Recebendo
- Recepções: 143 – Marvin Harrison (2002)
- Jardas recebidas: 1,722 – Marvin Harrison (2002)
- Touchdowns recebidos: 15 – Marvin Harrison (2001 e 2004)

Retornos
- Mais retornos de Punt: 44 – Nesby Glasgow (1979)
- Mais longo punt retornado: 90 jardas – Carl Taseff (1956) e T. J. Rushing (2007)
- Mais longo kickoff retornado: 104 jardas – Buddy Young (1953)

Chutes
- Field goals: 37 – Mike Vanderjagt (2003)
- Extra Points convertidos: 59 – Mike Vanderjagt (2003)
- Punts: 99 – Bucky Dilts (1979)
- Jardas no Punt: 4,383 – Rohn Stark (1984)

### Recordes na carreira
- Jardas passadas: 54,828 - Peyton Manning (1998–2010)
- Passes para touchdowns: 399 - Peyton Manning (1998–2010)
- Jardas terrestres: 9,226 - Edgerrin James (1999–2005)
- Touchdowns terrestres: 64 - Edgerrin James (1999–2005)
- Recepções: 1,102 - Marvin Harrison (1996–2008)
- Jardas recebidas: 14,580 - Marvin Harrison (1996–2008)
- Passes interceptados: 57 - Bobby Boyd (1960–1968)
- Field goals: 314 - Adam Vinatieri (2006–Presente)
- Pontos: 1,418 - Adam Vinatieri (2006–Presente)
- Total touchdowns: 128 - Marvin Harrison (1996–2008)
- Média de retorno de punt: 53,0 - Jason Belser (1992-2000)
- Média de retorno de Kickoff: 62,0 - Norm Bulaich (1970-1972)
- Sacks: 123,0 - Robert Mathis (2003–2016)
- Tackles: 1,520 - Duane Bickett (1985–1993)
- Vitórias (treinador): 85 - Tony Dungy (2002–2008)

## Jogadores

### Números aposentados
| Número | Jogador        | Posição | Anos          |
| ------ | -------------- | ------- | ------------- |
| 18     | Peyton Manning | QB      | 1998-2011     |
| 19     | Johnny Unitas  | QB      | 1956-72       |
| 22     | Buddy Young    | RB      | 1953-55       |
| 24     | Lenny Moore    | HB      | 1956-67       |
| 70     | Art Donovan    | DT      | 1950, 1953-61 |
| 77     | Jim Parker     | OL      | 1957-67       |
| 82     | Raymond Berry  | WR      | 1955-67       |
| 89     | Gino Marchetti | DE      | 1953-66       |

### Pro Football Hall da Fama
| Jogadores              | Jogadores      | Jogadores     | Jogadores      | Jogadores  | Jogadores                                                | Jogadores                                                | Jogadores                                                | Jogadores                                                | Jogadores                                                |
| No.                    | Nome           | Posição       | Temporadas     | Introdução | No.                                                      | Nome                                                     | Posição                                                  | Temporadas                                               | Introdução                                               |
| ---------------------- | -------------- | ------------- | -------------- | ---------- | -------------------------------------------------------- | -------------------------------------------------------- | -------------------------------------------------------- | -------------------------------------------------------- | -------------------------------------------------------- |
| 82                     | Raymond Berry  | WR            | 1955–1967      | 1973       | 96                                                       | Richard Dent                                             | DE                                                       | 1996                                                     | 2011                                                     |
| 29                     | Eric Dickerson | RB            | 1987–1991      | 1999       | 70                                                       | Art Donovan                                              | DT                                                       | 1953–1961                                                | 1968                                                     |
| 28                     | Marshall Faulk | RB            | 1994–98        | 2011       | 88                                                       | Marvin Harrison                                          | WR                                                       | 1996–2008                                                | 2016                                                     |
| 83                     | Ted Hendricks  | LB            | 1969–1973      | 1990       | 88                                                       | John Mackey                                              | TE                                                       | 1963–1971                                                | 1992                                                     |
| 89                     | Gino Marchetti | DE            | 1953–1964 1966 | 1972       | 24                                                       | Lenny Moore                                              | HB                                                       | 1956–1967                                                | 1975                                                     |
| 77                     | Jim Parker     | OL            | 1957–1967      | 1973       | 34                                                       | Joe Perry                                                | FB                                                       | 1961–1962                                                | 1969                                                     |
| 19                     | Johnny Unitas  | QB            | 1956–1972      | 1979       |                                                          |                                                          |                                                          |                                                          |                                                          |
| Treinador e Executivos |                |               |                |            |                                                          |                                                          |                                                          |                                                          |                                                          |
| Nome                   | Nome           | Posições      | Temporadas     | Introdução | Notas                                                    | Notas                                                    | Notas                                                    | Notas                                                    | Notas                                                    |
| Weeb Ewbank            | Weeb Ewbank    | Treinador     | 1954–1962      | 1978       |                                                          |                                                          |                                                          |                                                          |                                                          |
| Mike McCormack         | Mike McCormack | Treinador     | 1980–1981      | 1984       | Introduzido como Offensive tackle                        | Introduzido como Offensive tackle                        | Introduzido como Offensive tackle                        | Introduzido como Offensive tackle                        | Introduzido como Offensive tackle                        |
| Don Shula              | Don Shula      | Treinador     | 1963–1969      | 1997       | Shula também foi defensive back em Baltimore (1953-1956) | Shula também foi defensive back em Baltimore (1953-1956) | Shula também foi defensive back em Baltimore (1953-1956) | Shula também foi defensive back em Baltimore (1953-1956) | Shula também foi defensive back em Baltimore (1953-1956) |
| Bill Polian            | Bill Polian    | Presidente/GM | 1998–2011      | 2015       |                                                          |                                                          |                                                          |                                                          |                                                          |
| Tony Dungy             | Tony Dungy     | Treinador     | 2002–2008      | 2016       |                                                          |                                                          |                                                          |                                                          |                                                          |

### Ring of Honor
O Anel de Honra foi criado em 23 de setembro de 1996. Houve 13 introduções:
| N° | Nome            | Posições      | Temporadas          | Introdução |
| —  | Robert Irsay    | Dono          | 1972–1997           | 1996       |
| 80 | Bill Brooks     | WR            | 1986–1992           | 1998       |
| —  | Ted Marchibroda | Treinador     | 1975–1979 1992–1995 | 2000       |
| 75 | Chris Hinton    | OT, OG        | 1983–1989           | 2001       |
| 4  | Jim Harbaugh    | QB            | 1994–1997           | 2005       |
| —  | 12th            | Os fãs        | —                   | 2007       |
| —  | Tony Dungy      | Treinador     | 2002–2008           | 2010       |
| 88 | Marvin Harrison | WR            | 1996–2008           | 2011       |
| 32 | Edgerrin James  | RB            | 1999–2005           | 2012       |
| 29 | Eric Dickerson  | RB            | 1987–1991           | 2013       |
| 28 | Marshall Faulk  | RB            | 1994–1998           | 2013       |
| 63 | Jeff Saturday   | C             | 1999–2011           | 2015       |
| —  | Bill Polian     | Presidente/GM | 1998–2011           | 2017       |
| 18 | Peyton Manning  | QB            | 1998–2011           | 2017       |
| 87 | Reggie Wayne    | WR            | 2001–2014           | 2018       |
| 93 | Dwight Freeney  | DE            | 2002–2012           | 2019       |
| 98 | Robert Mathis   | DE            | 2003–2016           | 2021       |

## Recordes
| Líder                | Jogador         | Recordes                | Anos com os Colts |
| -------------------- | --------------- | ----------------------- | ----------------- |
| Passe                | Peyton Manning  | 54 828 jardas passadas  | 1998–2011         |
| Corrida              | Edgerrin James  | 9 226 jardas terrestres | 1999–2005         |
| Recepções            | Marvin Harrison | 14 580 jardas recebidas | 1996–2008         |
| Vitória de treinador | Tony Dungy      | 85 vitórias             | 2002–2008         |
| Sacks                | Robert Mathis   | 118 sacks               | 2003–2016         |
| Interceptações       | Bobby Boyd      | 57 interceptações       | 1960–1968         |

## Rádio e televisão
A principal emissora de rádio dos Colts desde sua transferência de Baltimore em 1984 até 1998 e novamente a partir da temporada de 2007 é a WIBC 1070 AM (mais tarde renomeada como WFNI em 26 de dezembro de 2007); Sob o novo contrato, os jogos também são transmitidos simultaneamente no WLHK em 97.1 FM. De 1998 a 2006, a principal estação de rádio dos Colts foi a WFBQ a 94.7 FM (com programação adicional na estação WNDE às 1260 AM).
Até 2011, a WTTV (canal 4/29) realizou os jogos de pré-temporada da equipe, quando a WNDY-TV (canal 23) começou a realizá-los como parte de um acordo com a estação irmã WISH-TV (canal 8) para se tornar a estação oficial da equipe; WISH tinha realizado a maioria dos jogos da equipe através da CBS desde a temporada de 1998. As transmissões do Monday Night Football são geralmente realizadas pela afiliada da ABC WRTV (canal 6).
Os direitos de imagem da equipe foram abalados em meados de 2014, quando a Tribune Media, proprietária da WTTV, chegou a um acordo com a CBS para se tornar a afiliada da rede em Indianápolis a partir de 1º de janeiro de 2015, deixando a WISH afiliada à The CW. Com o acordo, ambas as estações, incluindo o WXIN (canal 59), terão a maior parte dos jogos regulares da temporada começando na temporada 2015 da NFL. Também a partir da temporada de 2015, a WTTV e a WXIN se tornaram as estações oficiais dos Colts e transmitiram os jogos de pré-temporada da equipe, juntamente com programação oficial da equipe e marcar presença na fachada do Lucas Oil Stadium.

### Afiliadas
| Cidade                  | Sinal   | Frequencia |
| ----------------------- | ------- | ---------- |
| Lafayette, Indiana      | WASK-FM | 98.7 FM    |
| Santa Claus, Indiana    | WAXL-FM | 103.3 FM   |
| Bedford, Indiana        | WBIW-AM | 1340 AM    |
| Bardstown, Kentucky     | WBRT-AM | 1320 AM    |
| Effingham, Illinois     | WCRA-AM | 1090 AM    |
| Danville, Illinois      | WDAN-AM | 1490 AM    |
| Decatur, Illinois       | WDZQ-FM | 95.1 FM    |
| Michigan City, Indiana  | WEFM-FM | 95.9 FM    |
| Indianapolis, Indiana   | WFNI-AM | 1070 AM    |
| Indianapolis, Indiana   | WLHK-FM | 97.1 FM    |
| Evansville, Indiana     | WGBF-AM | 1280 AM    |
| Henderson, Kentucky     | WGBF-FM | 103.1 FM   |
| Bloomington, Indiana    | WGCL-AM | 1370 AM    |
| Oxford, Indiana         | WIBN-FM | 98.1 FM    |
| Rushville, Indiana      | WIFE-FM | 94.3 FM    |
| Crawfordsville, Indiana | WIMC-FM | 103.9 FM   |
| North Vernon, Indiana   | WJCP-AM | 1460 AM    |
| Wabash, Indiana         | WJOT-FM | 105.9 FM   |
| Richmond, Indiana       | WKBV-AM | 1490 AM    |
| Warsaw, Indiana         | WAOR    | 102.7 FM   |
| Angola, Indiana         | WLKI-FM | 100.3 FM   |
| Eminence, Kentucky      | WKYI    | 1600 AM    |
| Alexandria, Indiana     | WMXQ-FM | 96.7 FM    |
| Marion, Indiana         | WMRI-AM | 860 AM     |
| Monticello, Indiana     | WMRS-FM | 107.7 FM   |
| Louisville, Kentucky    | WLRS    | 1570 AM    |
| Sullivan, Indiana       | WNDI-FM | 95.3 FM    |
| Madison, Indiana        | WORX-FM | 96.7 FM    |
| Fort Wayne, Indiana     | WOWO-AM | 1190 AM    |
| Fort Wayne, Indiana     | WFWI    | 92.3 FM    |
| Portland, Indiana       | WPGW-AM | 1440 AM    |
| Portland, Indiana       | WZBD-FM | 92.7 FM    |
| Greencastle, Indiana    | WREB-FM | 94.3 FM    |
| Rochester, Indiana      | WROI-FM | 92.1 FM    |
| Warsaw, Indiana         | WRSW-AM | 1480 AM    |
| Columbus, Indiana       | WRZQ-FM | 107.3 FM   |
| Loogootee, Indiana      | WRZR-FM | 94.5 FM    |
| South Bend, Indiana     | WYET    | 102.3 FM   |
| Goshen, Indiana         | WYXX    | 97.7 FM    |
| Plymouth, Indiana       | WTCA-AM | 1050 AM    |
| Tell City, Indiana      | WTCJ    | 1230 AM    |
| Owensboro, Kentucky     | WVJS-AM | 1420 AM    |
| Olney, Illinois         | WVLN-AM | 740 AM     |
| Washington, Indiana     | WWBL-FM | 106.5 FM   |
| Terre Haute, Indiana    | WZJK    | 105.5 FM   |
| Muncie, Indiana         | WXFN-AM | 1340 AM    |
| Mount Vernon, Indiana   | WYFX-FM | 106.7 FM   |
| Mount Carmel, Illinois  | WYNG    | 94.9 FM    |
| Vincennes, Indiana      | WZDM-FM | 92.1 FM    |

## Protesto do hino nacional dos Estados Unidos
Antes do terceiro jogo da temporada regular de 2017, contra o Cleveland Browns, mais de dez jogadores do Indianapolis Colts se ajoelharam em oposição à tradição de ficar em pé durante o jogo "The Star-Spangled Banner", enquanto milhares de fãs vaiaram. No dia seguinte, o treinador dos Colts, Chuck Pagano, comentou: “Estou orgulhoso dos nossos jogadores e do seu empenho e compaixão. Somos um grupo unificado ”, e o ex-treinador Tony Dungy disse: "Um grupo da nossa família foi atacado e disseram que eles deveriam ser demitidos porque o que sentimos está demonstrando nosso primeiro direito de emenda ".
Antes do quarto jogo da temporada regular de 2017, contra o Seattle Seahawks, toda a equipe, incluindo o quarterback Andrew Luck, empunhou os braços em protesto, em vez da posse habitual da mão direita no coração. As avaliações deste jogo da NBC Sunday Night Football caíram 5% em relação ao jogo da semana anterior no mesmo horário.
Antes do quinto jogo da temporada regular de 2017, contra o San Francisco 49ers, além de toda a equipe dos Colts, mais de 20 membros da equipe adversária se ajoelharam durante o hino. Dentro do estádio, o então vice-presidente dos Estados Unidos e ex-governador de Indiana, Mike Pence, que respondeu a esses protestos, deixando o estádio. Este foi um jogo em casa que aposentou a camisa 18 do ex-quarterback e 3 vezes vencedor do Super Bowl, Peyton Manning.
Antes do sexto jogo regular da temporada de 2017 entre os Colts e o Tennessee Titans, os Colts vestiam camisetas pretas com as palavras “Nós vamos” na frente e “Defender a igualdade, justiça, unidade, respeito, diálogo, oportunidade” nas costas pela terceira semana consecutiva.